# Florae Siculae Synopsis
Florae Siculae Synopsis (abreviado Fl. Sicul. Syn.) es un libro ilustrado con descripciones botánicas que fue escrito por el botánico italiano Giovanni Gussone. Se publicó en dos volúmenes en los años 1843 - 1845 con el nombre de Florae Siculae Synopsis, [exhibens plantas vasculares in Sicilia insulisque adjacentibus huc usque detectas secundum systema Linneanum dipositas]. Neapoli.